# Консепшен
Консепшен — невеликий острів в Індійському океані, входить до групи Внутрішніх Сейшельських островів, належить державі Сейшельські Острови. Розташований за 2 км на захід від острова Мае. Разом із сусіднім островом Терез входить до округу Пор-Глод (фр. Port Glaud). Розміри острова: 1,55 км в довжину та 600 м в ширину.
До середини 1970-х років на острові існувала плантація кокосів, зараз острів незаселений. На ньому створено природний заповідник, де живуть рідкісні птахи — Zosterops modestus, Falco araea, Alectroenas pulcherrima та Streptopelia picturata, а також два різновиди ящірок-геконів.